# Santa Maria do Baixio
Santa Maria do Baixio é um distrito do município brasileiro de São João do Oriente, no interior do estado de Minas Gerais. Segundo o censo demográfico de 2022, realizado pelo Instituto Brasileiro de Geografia e Estatística (IBGE), sua população era de 1 208 habitantes e havia 435 domicílios particulares permanentes ocupados. Possui área de 28,69 km² conforme a Fundação João Pinheiro (FJP). Foi criado pela lei municipal nº 643 de 15 de julho de 1993.
De acordo com o IBGE, em 2010 a população era de 1 311 habitantes e havia 540 domicílios particulares.